# Machine Messiah
Machine Messiah é o décimo quarto álbum de estúdio da banda brasileira Sepultura, lançado em 3 de janeiro de 2017, através da gravadora Nuclear Blast. É o segundo álbum com o baterista Eloy Casagrande. Foi eleito o 18º melhor disco brasileiro de 2017 pela revista Rolling Stone Brasil.

## Conceito
À respeito do contexto do álbum, o guitarrista da banda Andreas Kisser afirmou:
| “ | A principal inspiração em torno de “Machine Messiah” é a robotização da sociedade hoje em dia. O conceito de uma ‘Máquina Divina’ que criou a humanidade e agora parece que este ciclo está se fechando, retornando ao ponto de partida. Nós viemos de máquinas e estamos indo de volta para de onde viemos. O Messias, quando ele voltar, vai ser um robô, ou um humanóide, nosso salvador biomecânico. | ” |

## Faixas
| N.º | Título                | Duração |  |
| 1.  | "Machine Messiah"     | 5:55    |  |
| 2.  | "I Am The Enemy"      | 2:28    |  |
| 3.  | "Phantom Self"        | 5:30    |  |
| 4.  | "Alethea"             | 4:32    |  |
| 5.  | "Iceberg Dances"      | 4:42    |  |
| 6.  | "Sworn Oath"          | 6:09    |  |
| 7.  | "Resistent Parasites" | 4:58    |  |
| 8.  | "Silent Violence"     | 3:46    |  |
| 9.  | "Vandals Nest"        | 2:48    |  |
| 10. | "Cyber God"           | 5:23    |  |

## Integrantes
- Derrick Green - vocal
- Andreas Kisser - guitarra
- Eloy Casagrande - bateria
- Paulo Jr. - baixo

## Desempenho comercial
| Tabelas musicais (2017)               | Posição máxima |
| ------------------------------------- | -------------- |
| Austrália (ARIA)                      | 82             |
| Áustria (Ö3 Austria Top 40)           | 33             |
| Bélgica (Ultratop Flandres)           | 35             |
| Bélgica (Ultratop Valônia)            | 67             |
| França (SNEP)                         | 114            |
| Alemanha (Offizielle Deutsche Charts) | 27             |
| Portugal (AFP)                        | 35             |
| Escócia (Official Scottish Albums)    | 100            |
| Suíça (Schweizer Hitparade)           | 27             |